# Aeroporto di Mendoza
L'Aeroporto Internazionale Governatore Francisco Gabrielli (Aeropuerto Internacional Gobernador Francisco Gabrielli in spagnolo), meglio conosciuto come Aeroporto Internazionale di El Plumerillo, è un aeroporto argentino che serve la città di Mendoza, capoluogo dell'omonima provincia.
Nell'aeroporto sono acquartierate anche la Sezione d'Aviazione dell'Esercito di Montagna dell'esercito argentino e la 4ª Brigata Aerea dell'aeronautica militare argentina.